# Braaker Mühle (Braak)

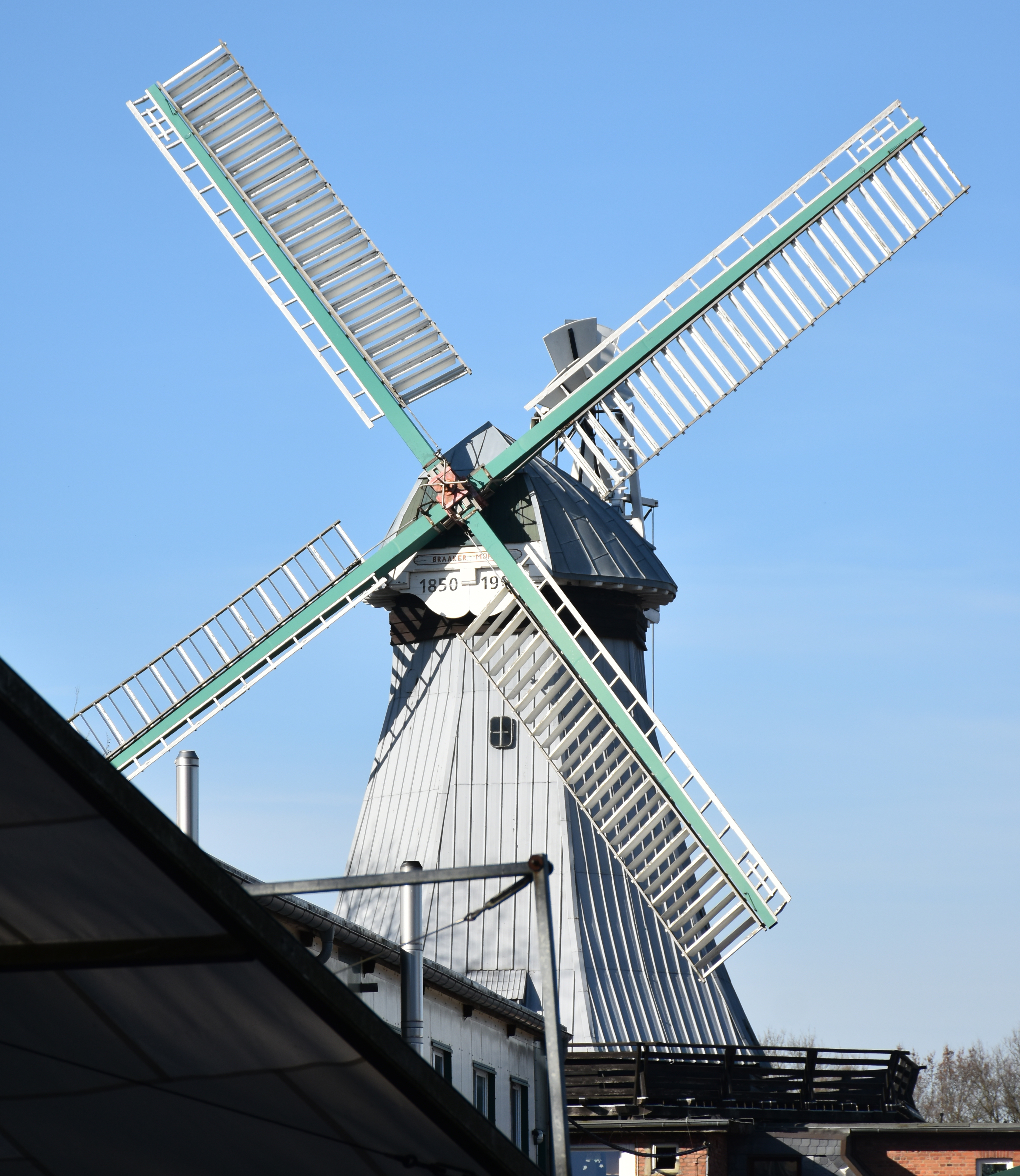
Die Braaker Mühle

Die Braaker Mühle bezeichnet eine denkmalgeschützte Windmühle in der Gemeinde Braak in Schleswig-Holstein und eine dazu gehörende Bäckereikette. In der Mühle wird bis in die Gegenwart ein Teil des in der Bäckerei benötigten Mehls mit Windkraft gemahlen.

## Bauweise und Technik
Die Mühle zählt zu den Galerieholländermühlen.
Namensgebend ist hierbei die umlaufende Galerie. Sie wird gebraucht, um die Flügel zur Bedienung der Windmühle zu erreichen, was vom Boden aus nicht möglich ist.
Die Gesamthöhe der Mühle beträgt vom Erdboden bis zum höchsten Punkt der Kappe 19,22 m.
Die Mühle gliedert sich in mehrere Geschosse, auch Böden genannt.

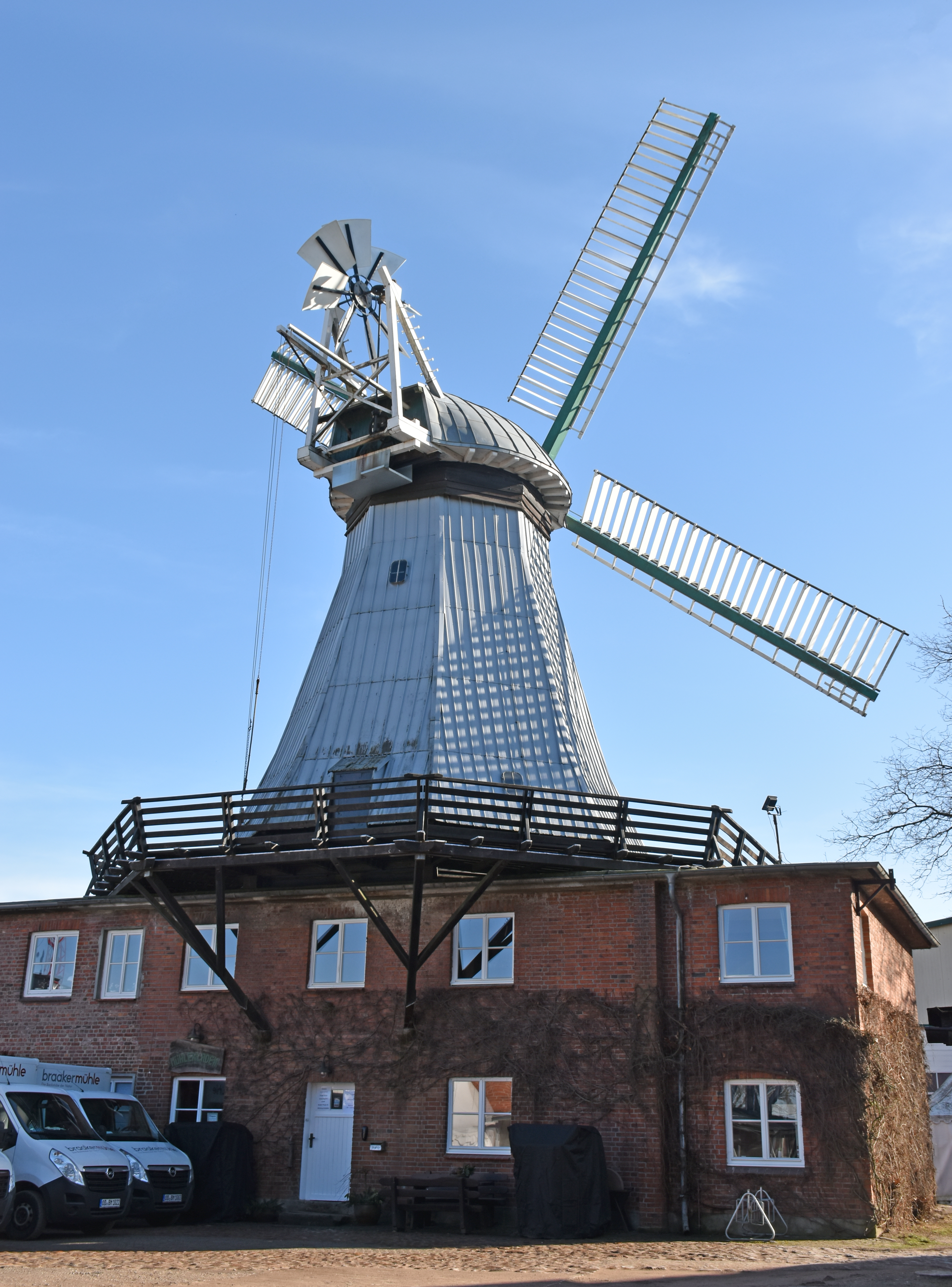
Aufbau mit Backsteinunterbau und Galerie

Der Backsteinunterbau mit der Galerie ist zweigeschossig. Im Erdgeschoss befinden sich neben einem kleinen Laden das Mühlencafé und der unterste Teil der Kornsilos, die sich nach oben durch die Mühle ziehen. Die darüber liegende Etage enthält den Absack- oder Stirnradboden, der Ort, an dem das Mehl in Säcke gefüllt wird. Hier befindet sich auch die als Trauzimmer genutzte Müllerstube. Der achtseitige Mühlenkörper mit fünf Böden und der aufsitzenden Haube liegt über diesem Backsteinunterbau und nur ein Teil der Galerie überragt das darunterliegende Gebäude seitlich. Der Mühlenkörper untergliedert sich, von unten nach oben, in den Mahlboden mit insgesamt zwei Mahlgängen (ursprünglich gab es vier). Einer davon wird von einem Motor, der andere mit Wind angetrieben. Zusätzlich befindet sich dort eine Getreidequetsche. Darüber liegt der Lorryboden, der frühere Stirnradboden, in dem eine Mechanik mit einer Seilwinde für den Sacktransport installiert ist. Nach oben schließen sich der offene Boden und zuletzt der Kappboden an. Die Mühlenkappe hat ein Gesamtgewicht von 13 Tonnen, das Flügelkreuz wiegt weitere 7 Tonnen. Die Kappe wurde 1992 bis 1993 restauriert. Die bis dahin vorhandene Kappengalerie wurde dabei entfernt. Die aktuellen Flügel wurden 1996 montiert und bestehen aus einer Stahlkonstruktion, während die Jalousien aus Aluminium gefertigt sind. Von Flügelspitze zu Flügelspitze beträgt die Spannweite 22 m.
Gegenüber dem Flügelkreuz ist eine Windrose montiert, mit der die Mühlenkappe automatisch in den Wind gedreht wird. Das dafür genutzte achtflügelige Windrad hat einen Durchmesser von 3,5 m und dreht sich nur, wenn der Wind nicht genau von vorn auf die Hauptflügel trifft. Kommt der Wind von der Seite, setzt eine Drehung ein und über ein Getriebe mit einer Übersetzung von 1 zu 2633 wird die Kappe in Richtung Wind ausgerichtet. Der Mühlenkörper ist seit 1935 mit Tafeln aus verzinktem Blech bedeckt. Sie ersetzten aus Feuerschutzgründen die ursprüngliche Reetabdeckung. Die Mühlenkappe hat seit 1993 eine Abdeckung mit Zinkblech. Die Mühle wird durchzogen von einer 10,65 m langen Königswelle aus Lärchenholz. Die Drehbewegung der Flügel wird über eine Flügelwelle auf ein Kammrad übertragen, das diese Drehbewegung auf ein am höchsten Punkt der Königswelle sitzendes Korbrad (Bunkler) weitergibt. Auf der Königswelle sitzt unten, auf Höhe des Absackbodens, ein Stirnrad mit einem Durchmesser von 2,45 Metern, das auf einen eisernen Treibling wirkt, über den der Mühlstein angetrieben wird.

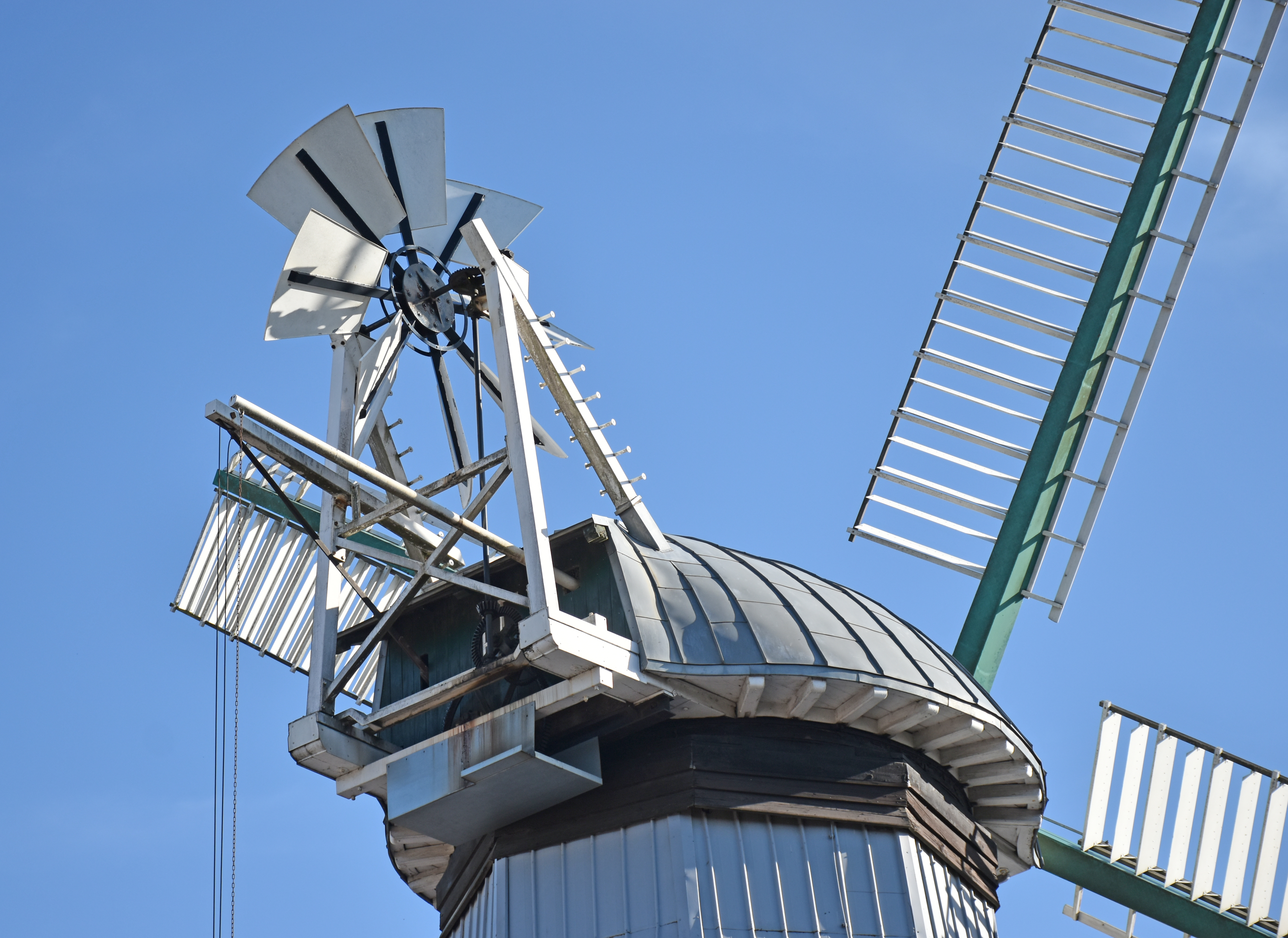
Kappe mit Windrose
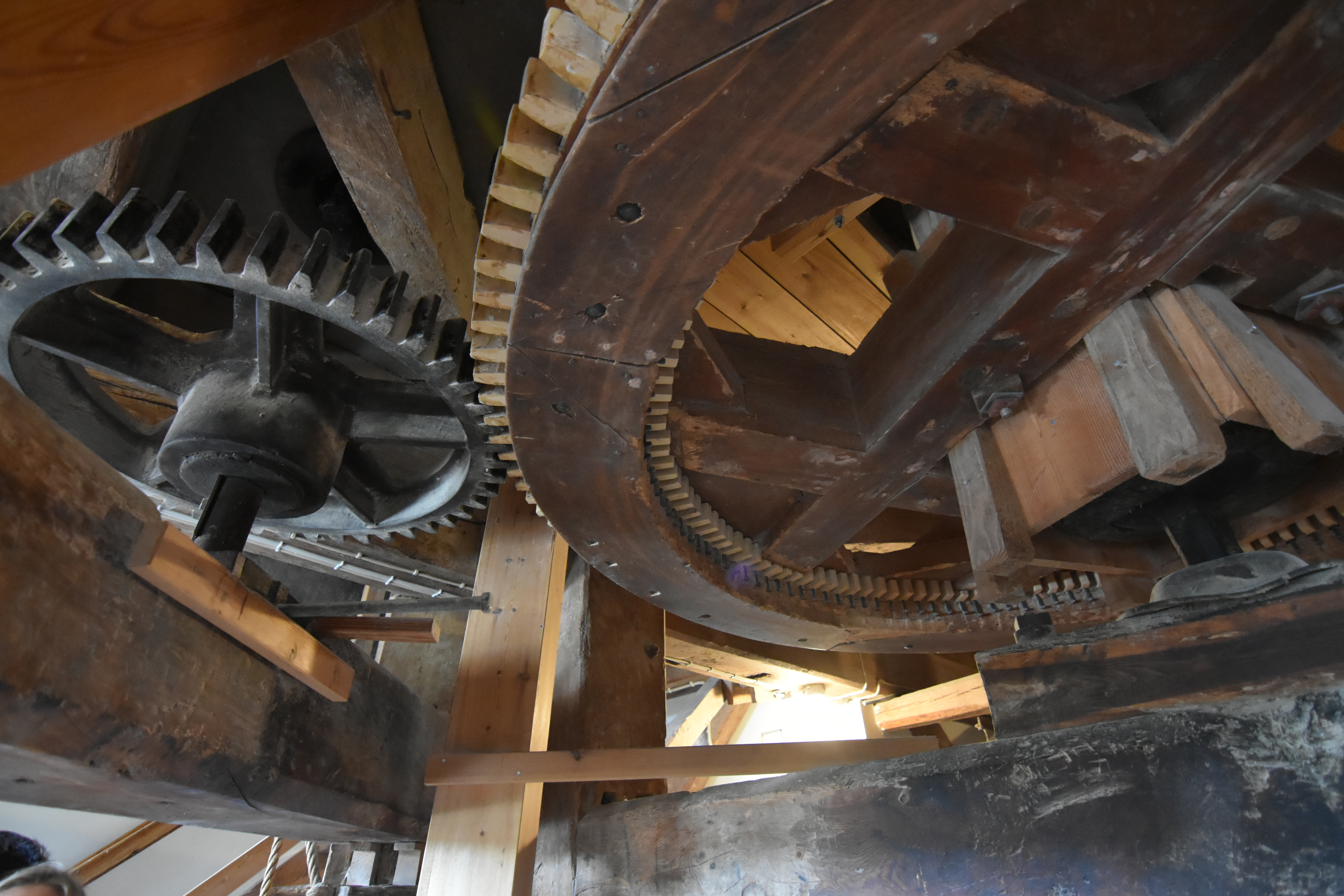
Stirnrad und eiserner Treibling
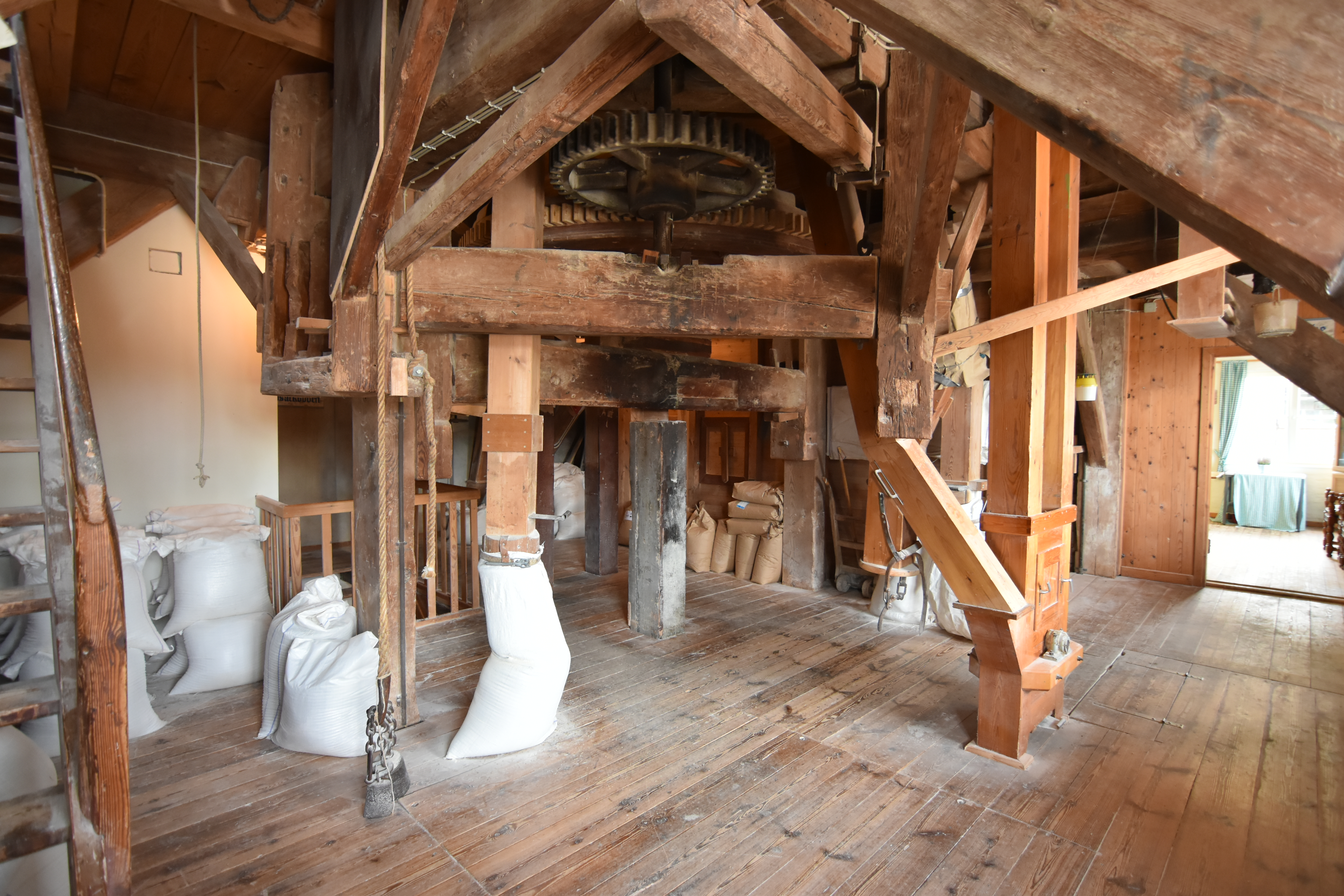
Absackboden
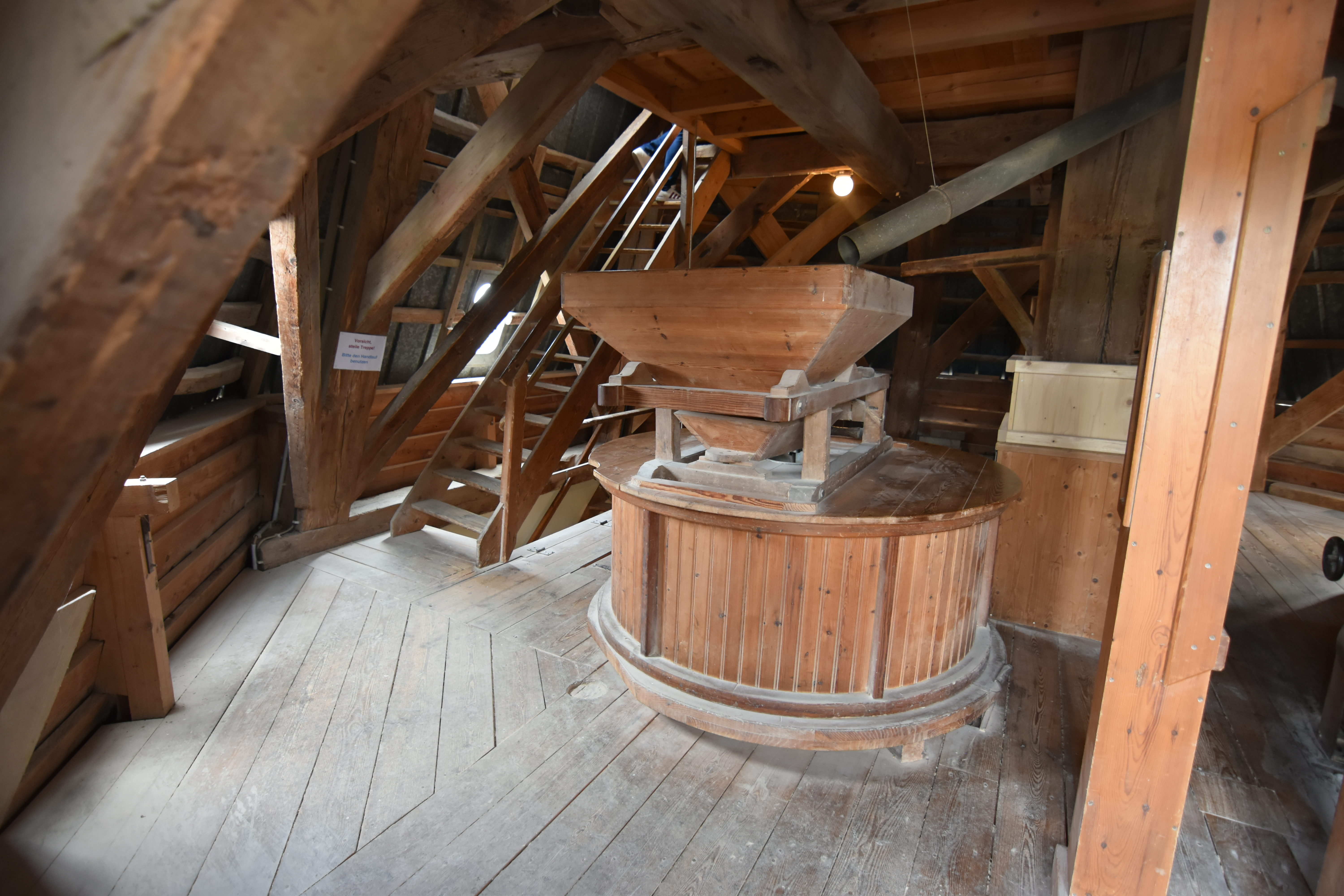
Mahlboden
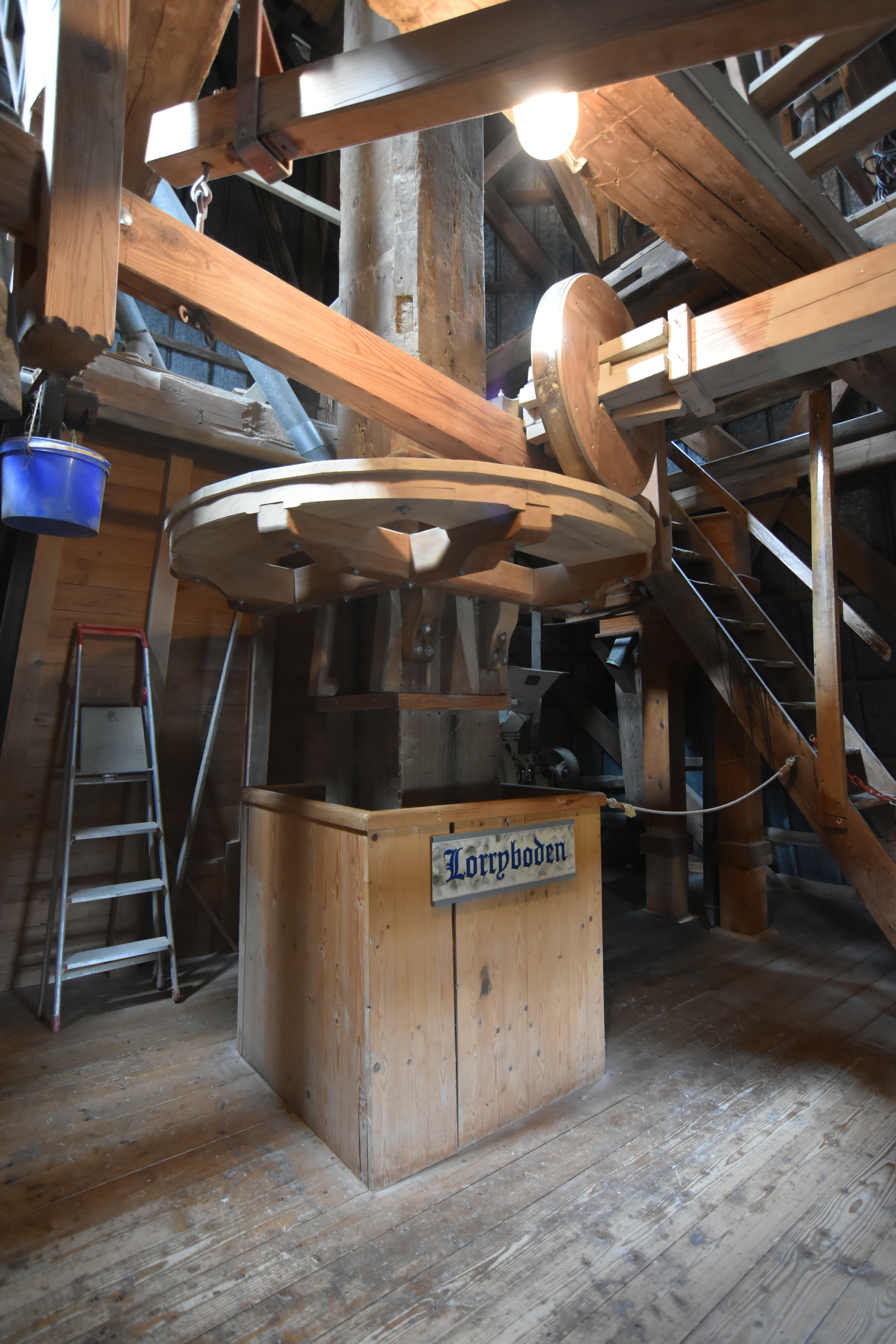
Lorryboden

## Geschichte

### Bau und Inbetriebnahme durch Friedrich August Reimers
Die meisten Dörfer des Amtes Reinbek hatten sich bereits 1839 vom Mühlenzwang freigekauft, waren also frei in der Wahl ihrer Mühle.
Am 5. Mai 1849 richtete der Papendorfer Müllergeselle und Zimmermann Friedrich August Reimers an die Holsteinische Regierung in Kiel ein Gesuch zum Bau einer Mühle. Noch ohne Baugenehmigung kaufte Reimers für 1.300 Courantmark ein Grundstück auf dem Röthberg bei Braak. Schon vor Erteilung der Genehmigung begann Reimers, der kein Mühlenbaumeister, sondern „nur“ Zimmermeister und Müller war, im September 1849 mit dem Bau der Mühle. Ursächlich für die Verzögerung bei der Genehmigung waren ein Einspruch von drei Alt-Rahlstedter Müllern und offene Fragen wegen der Anzahl und Besteuerung der zu errichtenden Mahlgänge. Als Anfang April 1850 weiterhin keine Betriebsgenehmigung vorlag, schrieb Reimers an den Minister der inneren Landesverwaltung Boysen in Kopenhagen und erhielt nach dessen Intervention am 30. April 1850 die Baugenehmigung für die Mühle mit einem Mehl- und einem Graupenmahlgang. Vermutlich nahm die Mühle kurz danach den Betrieb auf.
Bereits 1853 sollten die Abgaben für den Betrieb der Mühle (Recognition) erhöht werden, woraufhin Reimers erneut die Genehmigung für einen zweiten Mehlmahlgang beantragte. Bei einer behördlichen Ortsbesichtigung wurde im September des Jahres dann festgestellt, dass der Müller ohne Genehmigung schon beim Bau der Mühle je einen weiteren Mahl- und Graupengang errichtet und genutzt hatte. Eine Strafzahlung und Stilllegung des zweiten Mahlganges wurde angeordnet; außerdem wurde er versiegelt. Der überzählige Graupenmahlgang sollte zurückgebaut werden. 1855 wurde bei einer erneuten Ortsbesichtigung festgestellt, dass alle vier Mahlgänge wieder in Betrieb waren. Wieder wurde unter Androhung des Lizenzentzuges angeordnet, dass der genehmigte Zustand mit einem Mehl- und einem Graupenmahlgang hergestellt werden sollte. Die wirtschaftliche Lage der Mühle wurde nun zunehmend schlechter. Anfang 1859 erhielt Reimers schließlich die Genehmigung für einen zusätzlichen Mahlgang, die für ihn aber zu spät kam; der Konkurs wegen Schulden von 8.000 Reichstalern war nicht mehr abzuwenden.

### Betrieb durch die Familie Lessau bis zur Stilllegung der Mühle 1977
Am 10. Juni 1859 wurde die Mühle versteigert und ging für den Preis von 9.375 Reichstalern an den Wulksfelder Müller Carl Heinrich Christoph Lessau. Lessau hatte 1843 seinen Lehrbrief erhalten und bereits in anderen Mühlen gearbeitet, zuletzt in Labenz, einer Gemeinde 25 km nordöstlich von Braak. Auch dank der Heirat mit der aus einer wohlhabenden Duvenstedter Bauernfamilie stammenden Frau Anna Offen war es ihm möglich, zusätzlich zur Mühle weitere Grundstücke in der Umgebung zu erwerben. Dennoch war die wirtschaftliche Lage der Mühle schwierig. 1869 wurde mit Einführung der Gewerbefreiheit eine Bäckerei gegründet. Anna Lessau begann auf einem Küchenherd Brot für den Verkauf im Dorf zu backen und fuhr zweimal wöchentlich zu den Märkten in Wandsbek und Rahlstedt. Statt des Küchenherdes wurde später ein freistehender Backofen errichtet. Während die Müllerfamilie zunächst im Backsteinunterbau der Mühle wohnte, zog sie 1899 in das in der Nähe der Mühle errichtete Wohnhaus.
Ende des 19. Jahrhunderts übernahm der 1860 in der Mühle geborene Sohn Carl Christoph Eduard Lessau das Geschäft vom Vater. Er modernisierte die Mühle und rüstete die Mühlenflügel mit verstellbaren Jalousien aus. Die Kappe wurde erneuert und erhielt eine gusseiserne Welle und eine Windrose. Um mit der Landwirtschaft ein zusätzliches wirtschaftliches Standbein zu entwickeln, kaufte Lessau weitere Parzellen hinzu. Die Familie bewirtschaftete schließlich insgesamt fast 27 Hektar in Braak, Langelohe und Stapelfeld. Für die Bäckerei wurden eine Knetmaschine und 1924 moderne Backöfen angeschafft. Von 1921 bis 1924 machte Carl Friedrich Emil Lessau eine Bäckerlehre im Familienbetrieb. Die Mutter Anna starb 1930, der Vater im Jahr 1934. Trotz Wirtschaftskrise versuchte Carl die vordringlichsten Reparaturen durchzuführen. So wurde 1935 die Reetdachdeckung durch eine Blechabdeckung ersetzt und die Mühle an das Stromnetz angeschlossen. 1946 wurde ein Mehl- und Getreidelager angebaut und 1947 ein 38 Tonnen fassender Silo in der Mühle eingebaut. Ab den 1950er Jahren entwickelte sich die Bäckerei zum Kerngeschäft des Betriebes. Das Sortiment wurde stark erweitert und es wurde erstmals auch Kuchen produziert. Die Betriebsleitung ging ab dieser Zeit fließend auf den Sohn Werner Lessau über, der 1950 die Prüfung zum Bäckergesellen und 1951 die Meisterprüfung ablegte. Die sonst übliche Frist zwischen den beiden Prüfungen durfte dank einer Ausnahmegenehmigung wegen einer Erkrankung des Vaters verkürzt werden. Werner hatte neben der Bäckerausbildung auch eine Müllerlehre in der Borghorster Mühle in Hamburg-Altengamme abgeschlossen. Am 11. Januar 1957 wurde durch eine Gasexplosion eines mit Autogas angetriebenen Lieferfahrzeuges das Bäckereigebäude zerstört. Menschen kamen nicht zu Schaden und die Mühle war auch nicht betroffen. Ein Bäckereigebäude wurde umgehend nordöstlich der Mühle neu erbaut.
Die wirtschaftliche Situation der Mühlen in Deutschland verschlechterte sich ab den 1950er Jahren. Überkapazitäten führten zu einem Verdrängungswettbewerb, dem insbesondere kleine Mühlen nicht mehr standhalten konnten. 1957 wurde das Mühlengesetz erlassen, das ein „Mühlensterben“ zur Folge hatte. Für die Stilllegung von Mühlen erhielten die Besitzer Prämien. Anders als viele andere Mühlen auch in Schleswig-Holstein setzte die Braaker Mühle ihren Betrieb jedoch fort. 1963 wurde die Mühle offiziell an Werner Lessau übergeben, während sein Bruder Günther den Landwirtschaftsbetrieb übernahm. Zu dieser Zeit waren acht bis zehn Mitarbeiter bei der Braaker Mühler beschäftigt, fast alle im Bäckereibetrieb. Größter Abnehmer der Braaker Backwaren war zu dieser Zeit Karstadt. Die Kaufhäuser stellten aber auf Selbstbedienung um, was eine Verpackung der Brote erforderte und die Zahl der erforderlichen Mitarbeiter erhöhte. Um weiter kostendeckend arbeiten zu können, wurden der Grad der Automatisierung erhöht und Netzbandöfen angeschafft. 1968 erhielt die Mühle einen elektrischen Schrotmahlgang. Mehl konnte ab Mitte der 1970er Jahre aber nicht mehr gemahlen werden. 1977 wurde das Mahlen mit Windkraft vollständig eingestellt. Ursache war die vermehrte Nutzung von Mähdreschern bei der Ernte. Diese führten in zunehmendem Maße zu Steinen im Getreide und Sand im Mehl, wofür die Mühle aber nicht die erforderliche Reinigungsanlage besaß. Ungenutzt verfiel die Mühle nun zunehmend.

### Entwicklung der Bäckerei und Restaurierung und Wiederinbetriebnahme der Mühle

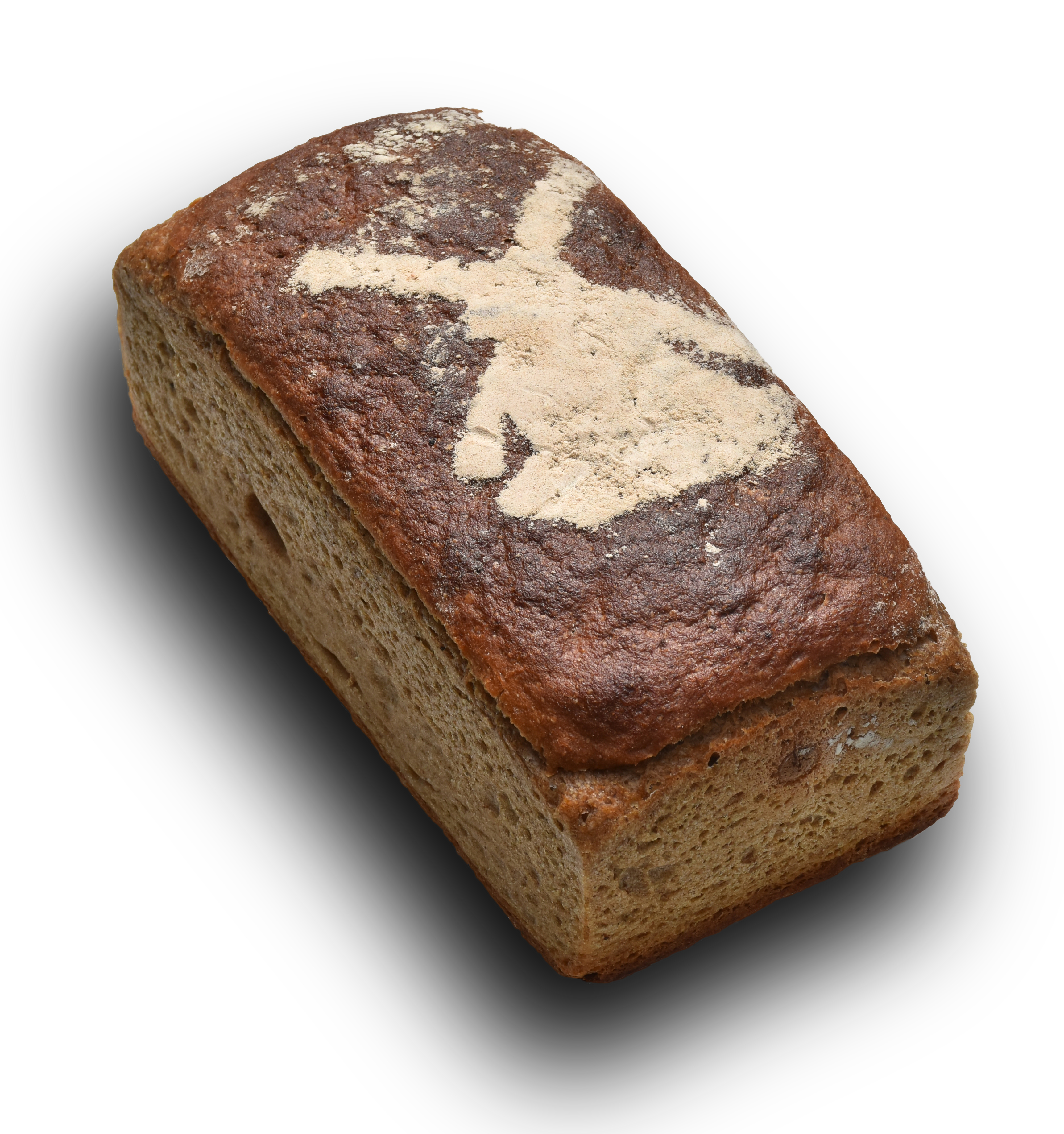
Brot aus der Braaker Mühle

Die stillgelegte Mühle war weiter dem Wetter ausgesetzt. Flügelteile wehten herunter und der Windrosenbock verfiel. Ab 1964 wurden in Schleswig-Holstein die ersten Mühlen unter Denkmalschutz gestellt. Die Braaker Mühle steht jedoch erst seit dem 18. November 1983 in der Denkmalliste. Der Denkmalschutz führte zunächst nicht zu Sicherungsmaßnahmen an der Mühle. Während die Mühle nicht mehr benötigt wurde und verfiel, wuchs der Bäckereibetrieb deutlich. 1974 wurde in Neuschönningstedt eine Filiale eröffnet und von 1975 bis 1982 eine zweite Produktionsstätte eingerichtet. Auf den zunehmenden Wettbewerb mit industriellen Großbäckereien reagierte das Unternehmen mit der Einrichtung von Brotshops in Kaufhäusern und der Einrichtung eigener Filialen.

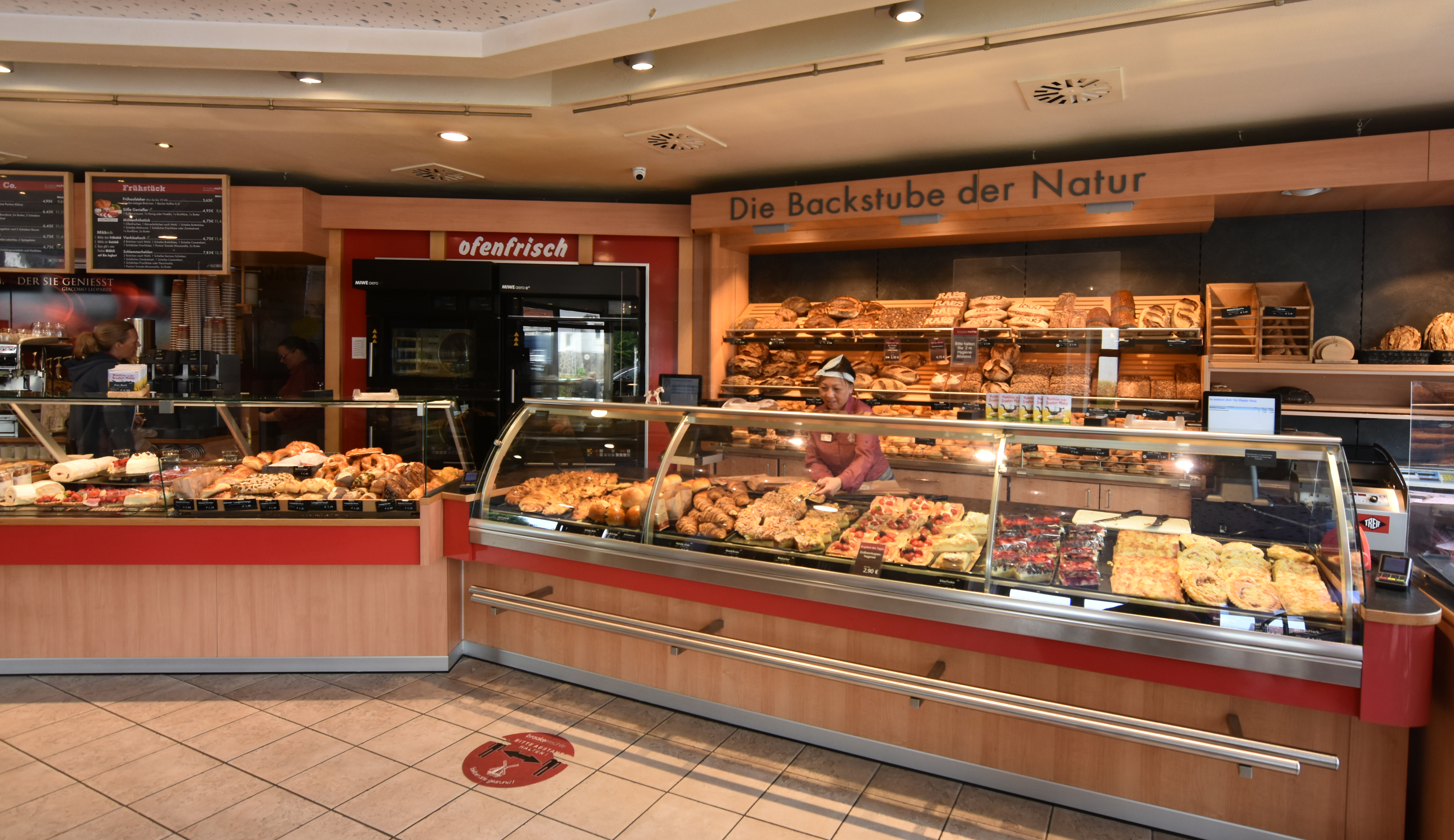
Filiale in Oldenfelde, 2022

1982 starb Werner Lessau und sein Sohn Joachim übernahm die Unternehmensführung. 1991 wurde die Rechtsform in eine GmbH umgewandelt und 1993 wählten die inzwischen etwa einhundert Mitarbeiter erstmals einen Betriebsrat. Der Zustand der Mühle verschlechterte sich unterdessen immer weiter. Die Initiative zur Restaurierung ging vom 1990 gegründeten „Verein Braaker Mühle“ aus. Dieser von Braaker Bürgern getragene Verein pachtete die Mühle für 30 Jahre und nahm zunächst eine Bestandsaufnahme vor. Mit einem Restaurierungskonzept und bedeutender Unterstützung der Deutschen Stiftung Denkmalschutz, des Kreises Stormarn und weiterer Unterstützer sowie erheblicher Eigenleistung der Vereinsmitglieder wurden über 400.000 DM aufgebracht. Die Sanierung dauerte fünf Jahre. Beim „Tag der offenen Tür für Baudenkmäler im Kreis Stormarn“ 1993 konnten erstmals Besucher die Mühle besichtigen. Die Einweihung der restaurierten Mühle wurde am 11. Mai 1996 gefeiert. Noch im gleichen Jahr stellte der Verein einen ausgebildeten Müller ein, um den Betrieb der Mühle zu ermöglichen und Ansprechpartner für Besucher zu sein. Die Mühle wird seitdem wieder betriebswirtschaftlich genutzt und wöchentlich werden etwa drei Tonnen Vollkornmehl gemahlen. Die Produktionsmenge entspricht (Stand 2015) etwa 15 Prozent des Gesamtbedarfs der Bäckerei und wird in der eigenen Bäckerei verwendet. Im 1997 eröffneten Mühlenladen werden Produkte der Mühle verkauft. Die Mühle kann, zum Beispiel im Rahmen der jährlichen Mühlentage, besichtigt werden und hat jährlich etwa 4000 Besucher, darunter etwa 3000 Schüler. Der Verein „Braaker Mühle“ wurde 1998 mit dem Umweltpreis der Kulturstiftung Stormarn ausgezeichnet.

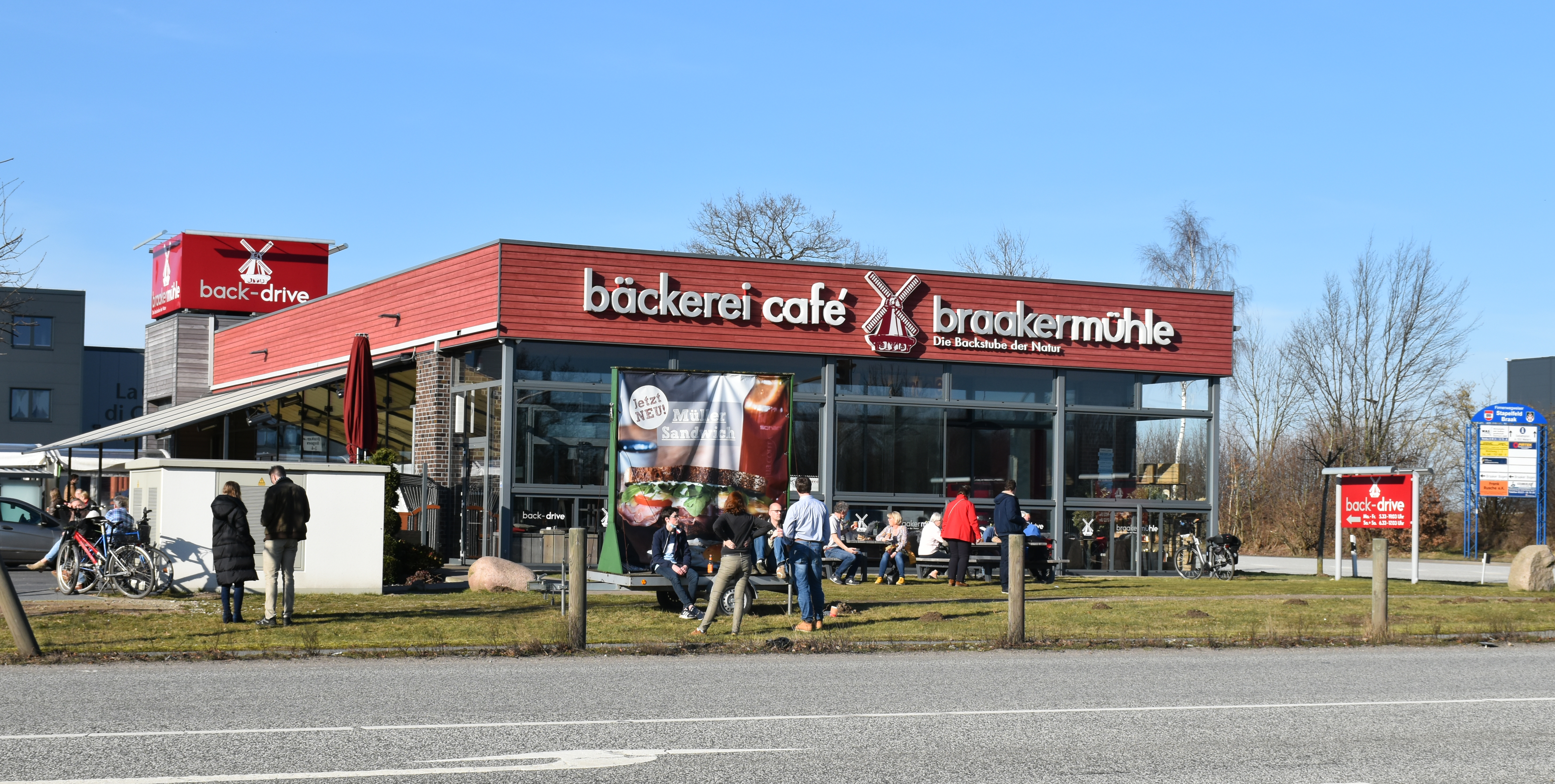
Verkaufsstelle in Braak, 2021

Die Bäckerei wurde ebenfalls weiterentwickelt und unter anderem auf Stikkenöfen umgestellt. 2014 stieg mit Tim Lessau, Bäckermeister und Konditor, die sechste Generation in die Führung des Unternehmens ein. Die inzwischen mehr als 200 Mitarbeiter arbeiten außer in Braak in mehr als 20 Verkaufsstellen und sind auf acht Wochenmärkten in Hamburg und Schleswig-Holstein vertreten.

### Stammbaum der Mühlenbetreiber aus der Familie Lessau
| Carl Heinrich Christoph Lessau 1824–1915 | Carl Heinrich Christoph Lessau 1824–1915 | Carl Heinrich Christoph Lessau 1824–1915 | Carl Heinrich Christoph Lessau 1824–1915 | Carl Heinrich Christoph Lessau 1824–1915 | Carl Heinrich Christoph Lessau 1824–1915 |                                        |                                        | Anna Offen 1835–1915                   | Anna Offen 1835–1915                   | Anna Offen 1835–1915              | Anna Offen 1835–1915              | Anna Offen 1835–1915                      | Anna Offen 1835–1915                      |                                           |                                           |                                           |                                           |                      |                      |                      |                      |                   |                   |                      |                      |                      |                      |                      |                      |
| Carl Heinrich Christoph Lessau 1824–1915 | Carl Heinrich Christoph Lessau 1824–1915 | Carl Heinrich Christoph Lessau 1824–1915 | Carl Heinrich Christoph Lessau 1824–1915 | Carl Heinrich Christoph Lessau 1824–1915 | Carl Heinrich Christoph Lessau 1824–1915 |                                        |                                        | Anna Offen 1835–1915                   | Anna Offen 1835–1915                   | Anna Offen 1835–1915              | Anna Offen 1835–1915              | Anna Offen 1835–1915                      | Anna Offen 1835–1915                      |                                           |                                           |                                           |                                           |                      |                      |                      |                      |                   |                   |                      |                      |                      |                      |                      |                      |
|                                          |                                          |                                          |                                          |                                          |                                          |                                        |                                        |                                        |                                        |                                   |                                   |                                           |                                           |                                           |                                           |                                           |                                           |                      |                      |                      |                      |                   |                   |                      |                      |                      |                      |                      |                      |
|                                          |                                          |                                          |                                          | Carl Christoph Eduard Lessau 1860–1934   | Carl Christoph Eduard Lessau 1860–1934   | Carl Christoph Eduard Lessau 1860–1934 | Carl Christoph Eduard Lessau 1860–1934 | Carl Christoph Eduard Lessau 1860–1934 | Carl Christoph Eduard Lessau 1860–1934 |                                   |                                   | Anna Heidtmann 1861–1930                  | Anna Heidtmann 1861–1930                  | Anna Heidtmann 1861–1930                  | Anna Heidtmann 1861–1930                  | Anna Heidtmann 1861–1930                  | Anna Heidtmann 1861–1930                  |                      |                      |                      |                      |                   |                   |                      |                      |                      |                      |                      |                      |
|                                          |                                          |                                          |                                          | Carl Christoph Eduard Lessau 1860–1934   | Carl Christoph Eduard Lessau 1860–1934   | Carl Christoph Eduard Lessau 1860–1934 | Carl Christoph Eduard Lessau 1860–1934 | Carl Christoph Eduard Lessau 1860–1934 | Carl Christoph Eduard Lessau 1860–1934 |                                   |                                   | Anna Heidtmann 1861–1930                  | Anna Heidtmann 1861–1930                  | Anna Heidtmann 1861–1930                  | Anna Heidtmann 1861–1930                  | Anna Heidtmann 1861–1930                  | Anna Heidtmann 1861–1930                  |                      |                      |                      |                      |                   |                   |                      |                      |                      |                      |                      |                      |
|                                          |                                          |                                          |                                          |                                          |                                          |                                        |                                        |                                        |                                        |                                   |                                   |                                           |                                           |                                           |                                           |                                           |                                           |                      |                      |                      |                      |                   |                   |                      |                      |                      |                      |                      |                      |
|                                          |                                          |                                          |                                          |                                          |                                          |                                        |                                        | Carl Friedrich Emil Lessau 1900–?      | Carl Friedrich Emil Lessau 1900–?      | Carl Friedrich Emil Lessau 1900–? | Carl Friedrich Emil Lessau 1900–? | Carl Friedrich Emil Lessau 1900–?         | Carl Friedrich Emil Lessau 1900–?         |                                           |                                           | Anni Hintze 1903–?                        | Anni Hintze 1903–?                        | Anni Hintze 1903–?   | Anni Hintze 1903–?   | Anni Hintze 1903–?   | Anni Hintze 1903–?   |                   |                   |                      |                      |                      |                      |                      |                      |
|                                          |                                          |                                          |                                          |                                          |                                          |                                        |                                        | Carl Friedrich Emil Lessau 1900–?      | Carl Friedrich Emil Lessau 1900–?      | Carl Friedrich Emil Lessau 1900–? | Carl Friedrich Emil Lessau 1900–? | Carl Friedrich Emil Lessau 1900–?         | Carl Friedrich Emil Lessau 1900–?         |                                           |                                           | Anni Hintze 1903–?                        | Anni Hintze 1903–?                        | Anni Hintze 1903–?   | Anni Hintze 1903–?   | Anni Hintze 1903–?   | Anni Hintze 1903–?   |                   |                   |                      |                      |                      |                      |                      |                      |
|                                          |                                          |                                          |                                          |                                          |                                          |                                        |                                        |                                        |                                        |                                   |                                   |                                           |                                           |                                           |                                           |                                           |                                           |                      |                      |                      |                      |                   |                   |                      |                      |                      |                      |                      |                      |
|                                          |                                          |                                          |                                          |                                          |                                          |                                        |                                        |                                        |                                        |                                   |                                   | Werner Christian Joachim Lessau 1927–1982 | Werner Christian Joachim Lessau 1927–1982 | Werner Christian Joachim Lessau 1927–1982 | Werner Christian Joachim Lessau 1927–1982 | Werner Christian Joachim Lessau 1927–1982 | Werner Christian Joachim Lessau 1927–1982 |                      |                      | Lisa Möller 1925–    | Lisa Möller 1925–    | Lisa Möller 1925– | Lisa Möller 1925– | Lisa Möller 1925–    | Lisa Möller 1925–    |                      |                      |                      |                      |
|                                          |                                          |                                          |                                          |                                          |                                          |                                        |                                        |                                        |                                        |                                   |                                   | Werner Christian Joachim Lessau 1927–1982 | Werner Christian Joachim Lessau 1927–1982 | Werner Christian Joachim Lessau 1927–1982 | Werner Christian Joachim Lessau 1927–1982 | Werner Christian Joachim Lessau 1927–1982 | Werner Christian Joachim Lessau 1927–1982 |                      |                      | Lisa Möller 1925–    | Lisa Möller 1925–    | Lisa Möller 1925– | Lisa Möller 1925– | Lisa Möller 1925–    | Lisa Möller 1925–    |                      |                      |                      |                      |
|                                          |                                          |                                          |                                          |                                          |                                          |                                        |                                        |                                        |                                        |                                   |                                   |                                           |                                           |                                           |                                           |                                           |                                           |                      |                      |                      |                      |                   |                   |                      |                      |                      |                      |                      |                      |
|                                          |                                          |                                          |                                          |                                          |                                          |                                        |                                        |                                        |                                        |                                   |                                   |                                           |                                           |                                           |                                           | Joachim Lessau 1956–                      | Joachim Lessau 1956–                      | Joachim Lessau 1956– | Joachim Lessau 1956– | Joachim Lessau 1956– | Joachim Lessau 1956– |                   |                   | Maren Borchert 1965– | Maren Borchert 1965– | Maren Borchert 1965– | Maren Borchert 1965– | Maren Borchert 1965– | Maren Borchert 1965– |
|                                          |                                          |                                          |                                          |                                          |                                          |                                        |                                        |                                        |                                        |                                   |                                   |                                           |                                           |                                           |                                           | Joachim Lessau 1956–                      | Joachim Lessau 1956–                      | Joachim Lessau 1956– | Joachim Lessau 1956– | Joachim Lessau 1956– | Joachim Lessau 1956– |                   |                   | Maren Borchert 1965– | Maren Borchert 1965– | Maren Borchert 1965– | Maren Borchert 1965– | Maren Borchert 1965– | Maren Borchert 1965– |
|                                          |                                          |                                          |                                          |                                          |                                          |                                        |                                        |                                        |                                        |                                   |                                   |                                           |                                           |                                           |                                           |                                           |                                           |                      |                      |                      |                      |                   |                   |                      |                      |                      |                      |                      |                      |
|                                          |                                          |                                          |                                          |                                          |                                          |                                        |                                        |                                        |                                        |                                   |                                   |                                           |                                           |                                           |                                           |                                           |                                           |                      |                      | Tim Lessau 1989–     |                      |                   |                   |                      |                      |                      |                      |                      |                      |